# Babine Gornje
Babine Gornje (cyr. Бабине Горње) – wieś w Bośni i Hercegowinie, w Republice Serbskiej, w gminie Han Pijesak. W 2013 roku liczyła 12 mieszkańców.